# تبيين
التبيين هو شكل من صور البلاغ يستخدم عندما تتكرر نفس الكلمة أو كلمتين متشابهتين في مقطع من النص. ويُسمى التقسيم ويُسمى اللف والنشر.

## في العربية
هو أن يذكر الشاعر حالتين أو أكثر ثم يبين ما يتعلق بكل منهما كقول الفرزدق: